# ريتشارد ماريك
ريتشارد ماريك (بالإنجليزية: Richard Marek)‏ هو كاتب ورجل أعمال أمريكي، ولد في 1933.